# 轉向處遇
轉向處遇（英語：Diversion action），也作轉換處遇、轉換處分、司法外處分，是在刑事政策下，為了避免標籤理論作用的制度，主要在於使犯罪人早日脫離司法程序，重返社會。轉向處遇在青少年犯罪的部分尤其受到重視。主要的轉向處遇措施有緩刑、緩起訴、假釋等。